# Carlos Torres Manzo
Carlos Torres Manzo (Coalcomán de Vázquez Pallares, Michoacán, 25 de abril de 1923-Ciudad de México, 14 de octubre de 2019) fue un político mexicano, miembro del Partido Revolucionario Institucional, que se desempeñó como titular de la Secretaría de Industria y Comercio y fue gobernador de Michoacán de 1974 a 1980.

## Biografía
Realizó sus estudios básicos en las ciudades de Uruapan y Zamora, Michoacán, posteriormente se trasladó a la Ciudad de México, donde estudió en la Escuela Nacional Preparatoria y luego se tituló como licenciado en Economía en la Escuela Nacional de Economía de la Universidad Nacional Autónoma de México. De 1969 a 1971 fue presidente del Colegio Nacional de Economistas.
El 1 de diciembre de 1970 el presidente Luis Echeverría Álvarez lo nombró secretario de Industria y Comercio, permaneciendo en el cargo hasta 1973, cuando renunció al ser postulado candidato del PRI a gobernador de Michoacán, por esta candidatura compitió con Cuauhtémoc Cárdenas Solórzano, quien había realizado una suerte de precampaña semioficinal y que el ser postulado Torres Manzo protestó ante lo que consideró una imposición. Asumió el cargo el 15 de septiembre de 1975 y permaneció en él hasta misma fecha de 1980.
En 1989 fue designado subsecretario de promoción en la Secretaría de Turismo por el entonces secretario Carlos Hank González. 
En 1990 fue nombrado director general de la Paraestatal Azúcar S. A. 
Posteriormente fue director general del Sistema Nacional Alimentario en 1992.
En 1991 fundó junto a empresarios michoacanos la Universidad Latina de América (UNLA) en Morelia, Michoacán. Falleció el 14 de octubre de 2019 a la edad de 96 años.